# Segnaletica stradale ad Andorra
I segnali stradali ad Andorra sono regolati dalla Llei del Codi de la circulació (Codice della strada) entrata in vigore nel 1999.
I segnali stradali andorrani sono suddivisi in 5 categorie, e ciascuno ha un proprio numero di identificazione. Si suddividono in:
1. Segnali di pericolo;
2. Segnali di prescrizione, suddivisi a loro volta in:
  1. segnali di divieto,
  2. segnali di obbligo;
3. Segnali di informazione, a loro volta suddivisi in:
  1. segnali di indicazione,
  2. segnali di orientamento,
  3. segnali di localizzazione;
4. Pannelli integrativi;
5. Segnali per cantieri temporanei.

La forma, le dimensioni ed i colori dei segnali stradali di Andorra sono del tutto simili a quelle dei corrispondenti segnali spagnoli, con alcune differenze per quanto riguarda il numero dei segnali. Come avviene per San Marino, anche ad Andorra sono previsti i segnali stradali per i passaggi a livello e gli attraversamenti tranviari quando nel Principato non sono presenti linee tranviarie o ferroviarie.
Sono altresì previsti i segnali stradali per i cantieri temporanei, anch'essi del tutto simili ai corrispondenti segnali spagnoli. Una peculiarità è data dal segnale di ingresso nel Principato di Andorra, che è previsto blu con le dodici stelle dell'Unione europea come nei Paesi UE, anche se Andorra non fa parte dell'Unione.

I segnali verticali sono validi per tutti gli utenti della strada a meno che l'eccezione non venga esplicitamente indicata da un pannello.

## Segnali di pericolo
Come i segnali di pericolo italiani, anche quelli andorrani hanno forma triangolare con bordo rosso, bordi arrotondati e sono retroriflettenti.
In caso in cui il pericolo indicato sia da intendersi prima dei regolari 150 metri, deve essere apposto un pannello integrativo che ne indichi la diversa distanza.
| Segnale andorrano | Significato                                                            | Spiegazione |
|                   | Strada deformata                                                       | Segnala un tratto di strada in cattivo stato o con pavimentazione irregolare. |
|                   | Dosso                                                                  | Segnala un'anomalia altimetrica convessa della strada che limita la visibilità. |
|                   | Cunetta                                                                | Segnala un'anomalia altimetrica concava della strada che limita la visibilità. |
|                   | Curva pericolosa a destra                                              | Presegnala un tratto di strada non rettilineo pericoloso per la limitata visibilità o per caratteristiche del tracciato (curva stretta a destra). |
|                   | Curva pericolosa a sinistra                                            | Presegnala un tratto di strada non rettilineo pericoloso per la limitata visibilità o per caratteristiche del tracciato (curva stretta a sinistra). |
|                   | Doppia curva pericolosa, la prima a destra                             | Presegnala una doppia curva, di cui la prima a destra. |
|                   | Doppia curva pericolosa, la prima a sinistra                           | Presegnala una doppia curva, di cui la prima a sinistra. |
|                   | Intersezione con priorità a destra                                     | Presegnala un incrocio in cui vige la regola generale di dare la precedenza a destra. |
|                   | Passaggio a livello con barriere                                       | Segnala un passaggio a livello con barriere ed è integrato con il pannello distanziometrico a tre barre rosse. |
|                   | Passaggio a livello senza barriere                                     | Segnala un passaggio a livello senza barriere ed è integrato con il pannello distanziometrico a tre barre rosse. |
|                   | Incrocio con un passaggio a livello senza barriere                     | Segnala un passaggio a livello senza barriere con un solo binario, ed invita quindi i conducenti alla massima prudenza, invitandoli a fermarsi immediatamente se fossero attive le due luci rosse lampeggianti e/o il segnale acustico che indicano l'avvicinarsi del treno.   |
|                   | Incrocio con un passaggio a livello senza barriere a più di un binario | Segnala un passaggio a livello senza barriere con più di un binario, ed invita quindi i conducenti alla massima prudenza, invitandoli a fermarsi immediatamente se fossero attive le due luci rosse lampeggianti e/o il segnale acustico che indicano l'avvicinarsi del treno. |
|                   | Discesa pericolosa                                                     | Presegnala un tratto di strada in discesa secondo il senso di marcia. La pendenza è espressa in percentuale. |
|                   | Salita ripida                                                          | Presegnala un tratto di strada in forte salita secondo il senso di marcia. La pendenza è espressa in percentuale. |
|                   | Strettoia simmetrica                                                   | Segnala un restringimento pericoloso della carreggiata su entrambi i lati. |
|                   | Strettoia asimmetrica a destra                                         | Segnala un restringimento pericoloso della carreggiata posto sul lato destro. |
|                   | Strettoia asimmetrica a sinistra                                       | Segnala un restringimento pericoloso della carreggiata posto sul lato sinistro. |
|                   | Ponte mobile                                                           | Presegnala una struttura stradale mobile comunque manovrabile. |
|                   | Lavori                                                                 | Presegnala cantieri di lavori in corso, depositi temporanei di materiale, presenza di macchinari adibiti ai lavori stradali. |
|                   | Strada sdrucciolevole                                                  | Presegnala un tratto di strada che in particolari condizioni climatiche od ambientali può diventare sdrucciolevole. |
|                   | Pedoni                                                                 | Segnala la possibilità di incontrare pedoni sulla carreggiata. |
|                   | Bambini                                                                | Segnala luoghi frequentati da bambini, come le scuole, i giardini pubblici, i campi di gioco e simili. |
|                   | Attraversamento di animali domestici                                   | Presegnala un tratto di strada con probabile improvvisa presenza od attraversamento di animali domestici. |
|                   | Attraversamento di animali selvatici                                   | Presegnala un tratto di strada con probabile improvvisa presenza od attraversamento di animali selvatici. |
|                   | Intersezione con priorità                                              | Presegnala un incrocio con una strada di minore importanza in cui si ha la precedenza sui veicoli provenienti sia da destra che da sinistra. |
|                   | Doppio senso di circolazione                                           | Segnala un tratto di strada che da senso unico diventa a doppio senso. |
|                   | Pericolo indefinito                                                    | Segnala un pericolo diverso da quelli indicati negli altri segnali di pericolo. |
|                   | Situazione di pericolo                                                 | Segnala un pericolo immediato in corrispondenza del segnale ed è corredato di luci lampeggianti ai 3 vertici. |
|                   | Dare precedenza                                                        | Prescrive di dare precedenza all'incrocio. |
|                   | Intersezione con priorità sulla strada secondaria a destra             | Presegnala un incrocio a T con una strada di minore importanza che non ha diritto di precedenza e che si immette da destra. |
|                   | Intersezione con priorità sulla strada secondaria a sinistra           | Presegnala un incrocio a T con una strada di minore importanza che non ha diritto di precedenza e che si immette da sinistra. |
|                   | Intersezione con priorità su una strada entrante da destra             | Presegnala un incrocio con corsia di accelerazione od una confluenza sul lato destro della carreggiata. |
|                   | Intersezione con priorità su una strada entrante da sinistra           | Presegnala un incrocio con corsia di accelerazione od una confluenza sul lato sinistro della carreggiata. |
|                   | Intersezione con circolazione rotatoria                                | Segnala, sulle strade urbane e extraurbane, una intersezione regolata da circolazione rotatoria. |
|                   | Semaforo                                                               | Presegnala un impianto semaforico posto su strade sia urbane che extraurbane. |
|                   | Aerei a bassa quota                                                    | Presegnala la possibilità di improvvisi forti rumori o abbagliamenti dovuti ad aeroplani a bassa quota. |
|                   | Vento trasversale                                                      | Presegnala la possibilità di forti raffiche di vento laterale. |
|                   | Ghiaia                                                                 | Presegnala la presenza di pietrisco, di materiale minuto o granaglia che può essere proiettato a distanza o scagliato in aria dai veicoli in transito. |
|                   | Caduta massi                                                           | Presegnala il pericolo di caduta massi dalla parete rocciosa soprastante con possibile presenza di pietre sulla carreggiata. |
|                   | Ciclisti                                                               | Presegnala attraversamento di ciclisti contraddistinto da appositi segni sulla carreggiata. |
|                   | Pannelli distanziometrici lato destro                                  | Indicano la distanza dal passaggio a livello o dal ponte mobile o dal molo per il quale vengono installati. Sono posti sul lato destro della carreggiata |
|                   | Pannelli distanziometrici lato sinistro                                | Indicano la distanza dal passaggio a livello o dal ponte mobile o dal molo per il quale vengono installati. Sono posti sul lato sinistro della carreggiata |
|                   | Attraversamento di tram                                                | Segnala attraversamento tranviario. |
|                   | Scalino laterale                                                       | Presegnala un tratto di strada con uno scalino laterale cedevole. |
|                   | Sbocco su argine o molo                                                | Presegnala il pericolo di caduta in acqua. Può essere integrato con pannelli distanziometrici. |
|                   | Coda                                                                   | Presegnala un tratto di strada in cui è in atto un forte rallentamento od una coda del traffico. |
|                   | Ostruzione della carreggiata                                           | Presegnala un'ostruzione lungo la carreggiata in seguito ad un incidente stradale. |
|                   | Visibilità ridotta                                                     | Presegnala un tratto di carreggiata con visibilità ridotta. |
|                   | Strada sdrucciolevole per gelo o neve                                  | Presegnala un tratto di strada che può diventare sdrucciolevole per gelo o neve. |
|                   | Barriera mobile                                                        | Presegnala una barriera mobile che può essere in posizione di chiusura della carreggiata. |

## Segnali di prescrizione

### Segnali di divieto
| Segnale andorrano | Significato                                                                          | Spiegazione |
|                   | Circolazione vietata                                                                 | Vieta a tutti i veicoli di entrare in una strada. |
|                   | Divieto di accesso                                                                   | Vieta di entrare in una strada accessibile invece in un altro senso. |
|                   | Divieto di svoltare a destra                                                         | Vieta di svoltare a destra al prossimo incrocio. |
|                   | Divieto di svoltare a sinistra                                                       | Vieta di svoltare a sinistra al prossimo incrocio. |
|                   | Divieto di svoltare a destra ed a sinistra                                           | Vieta di svoltare a destra ed a sinistra al prossimo incrocio. |
|                   | Divieto d'inversione                                                                 | Vieta di effettuare un'inversione di marcia. |
|                   | Divieto di sorpasso                                                                  | Vieta di sorpassare i veicoli a motore con due o più ruote. |
|                   | Divieto di sorpasso per gli autocarri                                                | Indica il divieto a tutti i veicoli, non adibiti al trasporto di persone, di massa a pieno carico superiore a 3,5 t di sorpassare i veicoli a motore..                   |
|                   | Divieto di circolazione per i veicoli a motore tranne quelli a due ruote             | Vieta il transito a tutti i veicoli a motore eccetto quelli a due ruote.                                                                                                 |
|                   | Divieto di circolazione per le motociclette                                          | Vieta il transito a tutti i veicoli a motore con due ruote. |
|                   | Divieto di circolazione ai veicoli a motore                                          | Vieta il transito a tutti i veicoli a motore. |
|                   | Divieto di circolazione per i mezzi destinati al trasporto merci                     | Vieta il transito ai veicoli da trasporto non adibiti al trasporto di persone.                                                                                           |
|                   | Divieto di circolazione per i rimorchi                                               | Vieta il transito a tutti i veicoli con un rimorchio che non sia un semi-rimorchio od un rimorchio ad un solo asse.                                                      |
|                   | Divieto di circolazione alle biciclette                                              | Vieta il transito alle biciclette. |
|                   | Accesso vietato ai veicoli a trazione animale                                        | Vieta il transito ai veicoli a trazione animale. |
|                   | Accesso vietato agli animali da sella                                                | Vieta il transito agli animali da sella. |
|                   | Accesso vietato ai pedoni                                                            | Vieta il transito ai pedoni. |
|                   | Transito vietato ai veicoli con catene da neve montate                               | Vieta il transito a tutti i veicoli con catene da neve montate. |
|                   | Divieto di circolazione ai mezzi agricoli                                            | Vieta il transito a tutti i mezzi agricoli. |
|                   | Larghezza massima                                                                    | Vieta il transito ai veicoli aventi larghezza superiore a quella indicata in metri.                                                                                      |
|                   | Altezza massima                                                                      | Vieta il transito ai veicoli aventi altezza superiore a quella indicata in metri.                                                                                        |
|                   | Peso massimo                                                                         | Vieta il transito ai veicoli aventi massa superiore a quella indicata in tonnellate al momento del transito.                                                             |
|                   | Divieto di circolazione per i mezzi destinati al trasporto merci oltre... tonnellate | Vieta il transito ai veicoli da trasporto non adibiti al trasporto di persone che pesano oltre... tonnellate.                                                            |
|                   | Peso massimo sull'asse                                                               | Vieta il transito ai veicoli aventi sull'asse più caricato una massa superiore a quella indicata al momento del transito.                                                |
|                   | Lunghezza massima                                                                    | Vieta il transito ai veicoli od ai complessi di veicoli di lunghezza superiore alla lunghezza indicata in metri.                                                         |
|                   | Velocità massima                                                                     | Indica la velocità massima in chilometri orari alla quale i veicoli possono procedere immediatamente dopo il segnale.                                                    |
|                   | Distanza minima                                                                      | Vieta di seguire il veicolo che precede ad una distanza inferiore a quella indicata, in metri, sul segnale.                                                              |
|                   | Divieto di circolazione per i veicoli che trasportano merci pericolose               | Vieta il transito ai veicoli che trasportano merci pericolose, come esplosivi, benzina, materie tossiche o radioattive.                                                  |
|                   | Divieto di circolazione per i veicoli che trasportano merci esplosive                | Vieta il transito ai veicoli che trasportano merci esplosive. |
|                   | Divieto di circolazione per i veicoli il cui carico può inquinare le acque           | Vieta il transito ai veicoli che trasportano sostanze suscettibili di contaminare l'acqua.                                                                               |
|                   | Fine divieto di sorpasso                                                             | Indica la fine del divieto a tutti i veicoli di sorpassare i veicoli a motore diversi dai motocicli e dai ciclomotori.                                                   |
|                   | Fine del divieto di sorpasso per gli autocarri                                       | Indica la fine del divieto a tutti i veicoli non adibiti al trasporto di persone di massa a pieno carico oltre 3,5 t di sorpassare i veicoli a motore.                   |
|                   | Fine della velocità massima                                                          | Indica la fine del limite sulla velocità massima alla quale i veicoli possono procedere e ripristina il consueto limite di velocità relativo alla strada percorsa.       |
|                   | Fine del divieto di segnalazioni acustiche                                           | Indica la fine del divieto di segnalazioni acustiche. |
|                   | Fine dei divieti precedenti                                                          | Indica il punto ove le prescrizioni precedentemente indicate cessano di essere valide.                                                                                   |
|                   | Fermarsi e dare la precedenza                                                        | Prescrive l'obbligo di arrestarsi in ogni caso in corrispondenza della striscia trasversale di arresto ad un incrocio e di dare precedenza.                              |
|                   | Divieto di passare senza fermarsi                                                    | Impedisce di oltrepassare il segnale senza fermarsi ad un controllo. |
|                   | Divieto di sosta                                                                     | Vieta la sosta, fermata prolungata (parcheggio) ai veicoli, in quei luoghi dove per regola generale non vige tale divieto.                                               |
|                   | Divieto di sosta sul lato destro della carraggiata                                   | Vieta la sosta, fermata prolungata (parcheggio), ai veicoli sul lato destro della carreggiata.                                                                           |
|                   | Divieto di sosta sul lato sinistro della carraggiata                                 | Vieta la sosta, fermata prolungata (parcheggio), ai veicoli sul lato sinistro della carreggiata.                                                                         |
|                   | Divieto di sosta sul lato destro e su quello sinistro della carraggiata              | Vieta la sosta, fermata prolungata (parcheggio), ai veicoli sul lato destro e su quello sinistro della carreggiata.                                                      |
|                   | Divieto di sosta per parcheggio riservato agli autobus                               | Consente la sosta solamente agli autobus. |
|                   | Divieto di sosta per parcheggio riservato alle ambulanze                             | Consente la sosta solamente alle ambulanze. |
|                   | Divieto di sosta ad autocarri ed autobus                                             | Vieta la sosta agli autocarri ed agli autobus. |
|                   | Divieto di sosta a 20 metri dal segnale                                              | Vieta la sosta fino a 20 metri dal segnale. |
|                   | Divieto di sosta nei primi quindici giorni del mese                                  | Vieta la sosta, fermata prolungata (parcheggio) ai veicoli, in quei luoghi dove per regola generale non vige tale divieto soltanto nei primi quindici giorni del mese.   |
|                   | Divieto di sosta nei secondi quindici giorni del mese                                | Vieta la sosta, fermata prolungata (parcheggio) ai veicoli, in quei luoghi dove per regola generale non vige tale divieto soltanto nei secondi quindici giorni del mese. |
|                   | Divieto di sosta nelle ore del giorno indicate                                       | Vieta la sosta solamente nelle ore indicate nel segnale. |
|                   | Durata massima della sosta                                                           | Indica la massima durata della sosta che si può effettuare negli stalli indicati.                                                                                        |
|                   | Divieto di sosta nei giorni pari                                                     | Vieta la sosta, fermata prolungata (parcheggio) ai veicoli, in quei luoghi dove per regola generale non vige tale divieto soltanto nei giorni pari.                      |
|                   | Divieto di sosta nei giorni dispari                                                  | Vieta la sosta, fermata prolungata (parcheggio) ai veicoli, in quei luoghi dove per regola generale non vige tale divieto soltanto nei giorni dispari.                   |
|                   | Divieto di fermata                                                                   | Vieta la sosta e la fermata o qualsiasi temporanea sospensione della marcia ai veicoli.                                                                                  |
|                   | Zona a sosta limitata                                                                | Vieta la sosta nella zona in corrispondenza del segnale. |
|                   | Fine della zona con sosta limitata                                                   | Indica la fine della zona con sosta limitata. |
|                   | Divieto di segnalazioni acustiche                                                    | Vieta l'uso di avvisatori acustici salvo il caso di pericolo immediato o di trasporto feriti o ammalati gravi.                                                           |
|                   | Precedenza ai veicoli provenienti in senso inverso                                   | Prescrive di dare precedenza ai veicoli provenienti in direzione opposta in una strada a doppio senso che consente il passaggio di una sola fila di veicoli.             |

### Segnali di obbligo
| Segnale andorrano | Significato                                                                  | Spiegazione |
|                   | Direzione obbligatoria dritto                                                | Indica che la sola direzione consentita al conducente è quella di andare dritta. |
|                   | Direzione obbligatoria a destra                                              | Indica che la sola direzione consentita al conducente è quella di andare a destra (o a sinistra in caso di freccia in direzione opposta).                                                       |
|                   | Preavviso di direzione obbligatoria a sinistra                               | Preavvisa che la sola direzione consentita al conducente è quella di andare a sinistra (o a destra in caso di freccia opposta).                                                                 |
|                   | Passaggio obbligatorio a destra                                              | Obbliga i conducenti a passare a destra dell'ostacolo come un cantiere, uno spartitraffico, un salvagente o un'isola di traffico.                                                               |
|                   | Circolare diritto o svoltare a destra                                        | Direzioni consentite a dritto ed a destra. |
|                   | Circolare diritto o svoltare a sinistra                                      | Direzioni consentite a dritto ed a sinistra. |
|                   | Svoltare a destra o a sinistra                                               | Direzioni obbligatorie a destra ed a sinistra. |
|                   | Intersezione con percorso rotatorio obbligato                                | Indica ai conducenti l'obbligo di circolare nel verso antiorario indicato dalle frecce attorno all'area di rotazione. È posto subito prima di una piazza dove si svolge circolazione rotatoria. |
|                   | Strada per autoveicoli, non per motocicli                                    | Indica l'inizio di un percorso riservato agli autoveicoli e vieta il transito ai motocicli. |
|                   | Strada per motocicli                                                         | Indica l'inizio di un percorso riservato ai motocicli. |
|                   | Strada per autocarri                                                         | Indica l'inizio di un percorso riservato agli autocarri. |
|                   | Strada per biciclette                                                        | Indica l'inizio di un percorso riservato alle biciclette. |
|                   | Strada per veicoli a trazione animale                                        | Indica l'inizio di un percorso riservato ai veicoli a trazione animale. |
|                   | Strada per animali da sella                                                  | Indica l'inizio di un percorso riservato agli animali da sella. |
|                   | Strada pedonale                                                              | Indica un percorso riservato ai pedoni. |
|                   | Catene per la neve obbligatorie                                              | Vieta il transito ai veicoli sprovvisti di catene da neve. |
|                   | Velocità minima                                                              | Vieta ai conducenti di procedere ad una velocità inferiore a quella indicata. |
|                   | Fine della velocità minima                                                   | Indica la fine della validità del limite minimo di velocità. |
|                   | Obbligo di accensione delle luci anabbaglianti                               | Indica l'obbligo di accensione delle luci anabbaglianti. |
|                   | Strada per veicoli che trasportano merci pericolose                          | Indica l'inizio di un percorso riservato ai veicoli che trasportano merci pericolose. |
|                   | Strada per veicoli che trasportano merci suscettibili di contaminare l'acqua | Indica l'inizio di un percorso riservato ai veicoli che trasportano merci suscettibili di contaminare l'acqua.                                                                                  |
|                   | Strada per veicoli che trasportano merci esplosive                           | Indica l'inizio di un percorso riservato ai veicoli che trasportano merci esplosive. |
|                   | Obbligo delle cinture di sicurezza                                           | Indica l'obbligo di indossare le cinture di sicurezza. |

## Segnali di informazione

### Segnali di indicazione
| Segnale andorrano | Significato                                            | Spiegazione |
|                   | Parcheggio                                             | Indica un parcheggio autorizzato. Consente la sosta a tempo indeterminato salvo indicazioni differenti.                                                       |
|                   | Parcheggio di interscambio                             | Indica un parcheggio di interscambio con le linee di mezzi pubblici.                                                                                          |
|                   | Ospedale                                               | Indica la presenza di una struttura ospedaliera nelle vicinanze ed invita ad evitare i rumori.                                                                |
|                   | Pronto soccorso                                        | Indica la presenza di un pronto soccorso. |
|                   | Posto di soccorso con ambulanza                        | Indica la presenza di un posto di soccorso con ambulanza. |
|                   | Assistenza meccanica                                   | Indica la presenza di un'officina di riparazioni. |
|                   | Telefono                                               | Indica un telefono pubblico. |
|                   | Telefono di soccorso                                   | Indica un telefono di soccorso. |
|                   | Rifornimento                                           | Indica la presenza di un posto di rifornimento. |
|                   | Rifornimento con benzina verde                         | Indica la presenza di un posto di rifornimento che eroga anche benzina verde.                                                                                 |
|                   | Rifornimento e assistenza meccanica                    | Indica la presenza di un posto di rifornimento con assistenza meccanica.                                                                                      |
|                   | Parcheggio riservato ai taxi                           | Segnala un parcheggio riservato ai taxi. |
|                   | Fermata di autobus                                     | Segnala una fermata di autobus. |
|                   | Fermata di tram                                        | Segnala una fermata di tram. |
|                   | Strada con diritto di precedenza                       | Indica l'inizio di una strada il cui traffico ha diritto di precedenza.                                                                                       |
|                   | Fine della strada con diritto di precedenza            | Indica la fine di una strada il cui traffico ha diritto di precedenza.                                                                                        |
|                   | Precedenza rispetto al traffico inverso                | Indica la precedenza rispetto ai veicoli provenienti in direzione opposta in una strada a doppio senso che consente il passaggio di una sola fila di veicoli. |
|                   | Senso unico                                            | Segnala il termine del doppio senso di circolazione all'interno di una carreggiata.                                                                           |
|                   | Autostrada                                             | Indica l'inizio di un'autostrada. |
|                   | Fine dell'autostrada                                   | Indica la fine di un'autostrada. |
|                   | Autovia                                                | Indica l'inizio di un'autovia. |
|                   | Fine autovia                                           | Indica la fine di un'autovia. |
|                   | Superstrada                                            | Indica l'inizio di una superstrada. |
|                   | Fine superstrada                                       | Indica la fine di una superstrada. |
|                   | Strada riservata ai veicoli a motore                   | Indica l'inizio di una strada riservata ai veicoli a motore.                                                                                                  |
|                   | Fine strada riservata ai veicoli a motore              | Indica la fine di una strada riservata ai veicoli a motore.                                                                                                   |
|                   | Corsia per veicoli lenti                               | Indica l'inizio di una corsia per veicoli lenti. |
|                   | Passaggio pedonale                                     | Indica un attraversamento pedonale non regolato da semaforo e non in corrispondenza di un incrocio stradale.                                                  |
|                   | Due corsie nel senso unico                             | Segnala il termine del doppio senso di circolazione all'interno di una carreggiata e la prosecuzione con due corsie di marcia.                                |
|                   | Fine della circolazione a corsie parallele             | Segnala il termine della circolazione a corsie parallele. |
|                   | Inversione di marcia consentita                        | Segnala la possibilità di effettuare un'inversione di marcia.                                                                                                 |
|                   | Inversione di marcia                                   | Indica un'uscita tramite la quale è possibile effettuare un'inversione di marcia.                                                                             |
|                   | Pannelli distanziometrici per uscite                   | Indicano la distanza (rispettivamente 300, 200 e 100 metri) dalla prossima uscita in oggetto.                                                                 |
|                   | Pannello delineatore per curve                         | Segnala il raggio di curvatura di una curva. |
|                   | Strada senza uscita                                    | Indica una strada senza uscita per tutti i veicoli. |
|                   | Preavviso di strada senza uscita                       | Preavvisa una strada senza uscita per tutti i veicoli. |
|                   | Preavviso di strada senza uscita                       | Preavvisa una strada senza uscita per tutti i veicoli. |
|                   | Preavviso di strada senza uscita                       | Preavvisa una strada senza uscita per tutti i veicoli. |
|                   | Uscita di emergenza                                    | Indica una corsia demarcata in rossobianco seguita da un letto di ghiaia sul quale i conducenti, in caso di avaria dei freni, possono far fermare il veicolo. |
|                   | Riduzione delle corsie disponibili                     | Indica una riduzione delle corsie disponibili. |
|                   | Aumento delle corsie disponibili                       | Indica un aumento delle corsie disponibili. |
|                   | Aumento di corsie con velocità minima                  | Indica un aumento del numero delle corsie con la eventuale velocità minima.                                                                                   |
|                   | Corsie percorribili con velocità minima                | Indica il numero delle corsie percorribili con l'eventuale velocità minima.                                                                                   |
|                   | Presegnalazione di itinerario                          | Indica il percorso da seguire per pervenire in una via. |
|                   | Cavalcavia pedonale                                    | Indica un cavalcavia pedonale. |
|                   | Sottopassaggio pedonale                                | Indica un sottopassaggio pedonale. |
|                   | Velocità consigliata                                   | Indica la velocità consigliata nel tratto di strada. |
|                   | Fine velocità consigliata                              | Indica la fine di un tratto con velocità consigliata. |
|                   | Intervallo di velocità consigliato                     | Indica l'intervallo di velocità consigliato nel tratto di strada.                                                                                             |
|                   | Fine dell'intervallo di velocità consigliato           | Indica la fine dell'intervallo di velocità consigliato nel tratto di strada.                                                                                  |
|                   | Fine dell'obbligo di accensione dei fari anabbaglianti | Indica la fine dell'obbligo di accensione delle luci anabbaglianti.                                                                                           |
|                   | Divieto di impegnare l'incrocio                        | Indica il divieto di impegnare un incrocio quando le condizioni del traffico non consentono un rapido allontanamento da esso.                                 |
|                   | Galleria                                               | Indica l'inizio di una galleria e la sua eventuale lunghezza.                                                                                                 |
|                   | Fine galleria                                          | Indica la fine di una galleria. |
|                   | Albergo-motel                                          | Indica la presenza di un albergo o un motel. |
|                   | Ristorante                                             | Indica la presenza di un ristorante. |
|                   | Bar                                                    | Indica la presenza di un bar. |
|                   | Campeggio o terreno per roulotte                       | Indica un campeggio od un terreno per la sosta di roulotte o motorhome.                                                                                       |
|                   | Terreno per roulotte                                   | Indica la presenza di un terreno adibito ad ospitare roulotte o case mobili.                                                                                  |
|                   | Campeggio                                              | Indica un campeggio. |
|                   | Acqua                                                  | Indica la presenza di un posto di rifornimento idrico. |
|                   | Area pic-nic                                           | Indica la presenza di un'area pic-nic. |
|                   | Punto di partenza per un percorso escursionistico      | Indica la presenza di percorso escursionistico con partenza nei pressi del segnale.                                                                           |
|                   | Punto panoramico                                       | Indica la presenza di un punto panoramico. |
|                   | Corsia riservata agli autobus                          | Indica una corsia riservata agli autobus. |
|                   | Parco nazionale                                        | Indica la presenza di un parco nazionale, il cui nome è eventualmente indicato nello spazio blu del segnale.                                                  |
|                   | Monumento                                              | Indica la presenza di un monumento storico od artistico. |
|                   | Ispezione tecnica dei veicoli                          | Indica la presenza di un servizio di ispezione tecnica dei veicoli.                                                                                           |
|                   | Ostello della gioventù                                 | Indica la presenza di un ostello della gioventù. |
|                   | Luogo di pesca                                         | Indica la presenza di un luogo in cui è possibile esercitare l'attività della pesca.                                                                          |
|                   | Informazioni                                           | Indica la presenza di un punto informazioni. |
|                   | Altri servizi                                          | Indica la presenza del servizio indicato all'interno del rettangolo bianco.                                                                                   |
|                   | Area di parcheggio                                     | Indica la presenza di un'area di parcheggio. |
|                   | Transitabilità delle strade di montagna                | Indica che la strada è chiusa al traffico dopo la località indicata nel segnale.                                                                              |
|                   | Limiti di velocità generali                            | Indica i limiti generali di velocità presenti nello Stato, validi per le autovetture. È posto in prossimità delle frontiere.                                  |
|                   | Ingresso in Andorra                                    | Indica l'ingresso nel territorio del Principato di Andorra.                                                                                                   |

### Segnali di orientamento
| Segnale andorrano | Significato                                                          | Spiegazione                                                                                     |
|                   | Presegnalazione di incrocio                                          | Indica le direzioni raggiungibili al prossimo incrocio che si andrà a raggiungere.              |
|                   | Presegnalazione di direzioni su strada extraurbana                   | Indica le direzioni raggiungibili al prossimo incrocio su strada extraurbana.                   |
|                   | Segnale di conferma per le strade convenzionali                      | Indica la distanza dalle località indicate nel segnale.                                         |
|                   | Presegnalazione di direzioni su strada urbana                        | Indica le direzioni raggiungibili al prossimo incrocio su strada urbana.                        |
|                   | Presegnalazione di direzioni per raggiungere un'attività commerciale | Indica le direzioni raggiungibili al prossimo incrocio per raggiungere un'attività commerciale. |
|                   | Presegnalazione di direzioni per raggiungere un centro turistico     | Indica le direzioni raggiungibili al prossimo incrocio per raggiungere un centro turistico.     |

### Segnali di localizzazione
| Segnale andorrano | Significato                                   | Spiegazione                                                            |
|                   | Inizio del comune                             | Indica l'inizio di un centro abitato.                                  |
|                   | Fine della località                           | Indica la fine di un centro abitato.                                   |
|                   | Progressiva chilometrica su strada principale | Indica la progressiva chilometrica della strada principale in oggetto. |
|                   | Progressiva chilometrica su strada secondaria | Indica la progressiva chilometrica della strada secondaria in oggetto. |

## Segnali temporanei
| Segnale andorrano | Significato                                                      | Spiegazione |
|                   | Semaforo                                                         | Presegnala un impianto semaforico posto su strade sia urbane che extraurbane.                                                                                 |
|                   | Curva pericolosa a destra                                        | Presegnala un tratto di strada non rettilineo pericoloso per la limitata visibilità o per caratteristiche del tracciato (curva stretta a destra).             |
|                   | Curva pericolosa a sinistra                                      | Presegnala un tratto di strada non rettilineo pericoloso per la limitata visibilità o per caratteristiche del tracciato (curva stretta a sinistra).           |
|                   | Doppia curva pericolosa, la prima a destra                       | Presegnala una doppia curva, di cui la prima a destra. |
|                   | Doppia curva pericolosa, la prima a sinistra                     | Presegnala una doppia curva, di cui la prima a sinistra. |
|                   | Strada deformata                                                 | Segnala un tratto di strada in cattivo stato o con pavimentazione irregolare.                                                                                 |
|                   | Dosso                                                            | Segnala un'anomalia altimetrica convessa della strada che limita la visibilità.                                                                               |
|                   | Cunetta                                                          | Segnala un'anomalia altimetrica concava della strada che limita la visibilità.                                                                                |
|                   | Strettoia simmetrica                                             | Segnala un restringimento pericoloso della carreggiata su entrambi i lati.                                                                                    |
|                   | Strettoia asimmetrica a destra                                   | Segnala un restringimento pericoloso della carreggiata posto sul lato destro.                                                                                 |
|                   | Strettoia asimmetrica a sinistra                                 | Segnala un restringimento pericoloso della carreggiata posto sul lato sinistro.                                                                               |
|                   | Lavori                                                           | Presegnala cantieri di lavori in corso, depositi temporanei di materiale, presenza di macchinari adibiti ai lavori stradali.                                  |
|                   | Strada sdrucciolevole                                            | Presegnala un tratto di strada che in particolari condizioni climatiche od ambientali può diventare sdrucciolevole.                                           |
|                   | Doppio senso di circolazione                                     | Segnala un tratto di strada che da senso unico diventa a doppio senso.                                                                                        |
|                   | Caduta massi                                                     | Presegnala il pericolo di caduta massi dalla parete rocciosa soprastante con possibile presenza di pietre sulla carreggiata.                                  |
|                   | Ghiaia                                                           | Presegnala la presenza di pietrisco, di materiale minuto o granaglia che può essere proiettato a distanza o scagliato in aria dai veicoli in transito.        |
|                   | Bordo instabile o scalino laterale                               | Presegnala un tratto di strada con uno scalino laterale cedevole.                                                                                             |
|                   | Altri pericoli                                                   | Segnala un pericolo diverso da quelli indicati negli altri segnali di pericolo.                                                                               |
|                   | Precedenza ai veicoli provenienti in senso inverso               | Prescrive di dare precedenza ai veicoli provenienti in direzione opposta in una strada a doppio senso che consente il passaggio di una sola fila di veicoli.  |
|                   | Precedenza rispetto al traffico inverso                          | Indica la precedenza rispetto ai veicoli provenienti in direzione opposta in una strada a doppio senso che consente il passaggio di una sola fila di veicoli. |
|                   | Divieto di accesso                                               | Vieta di entrare in una strada accessibile invece in un altro senso.                                                                                          |
|                   | Divieto di circolazione per i mezzi destinati al trasporto merci | Vieta il transito ai veicoli da trasporto non adibiti al trasporto di persone.                                                                                |
|                   | Peso massimo                                                     | Vieta il transito ai veicoli aventi massa superiore a quella indicata in tonnellate al momento del transito.                                                  |
|                   | Larghezza massima                                                | Vieta il transito ai veicoli aventi larghezza superiore a quella indicata in metri.                                                                           |
|                   | Altezza massima                                                  | Vieta il transito ai veicoli aventi altezza superiore a quella indicata in metri.                                                                             |
|                   | Velocità massima                                                 | Indica la velocità massima in chilometri orari alla quale i veicoli possono procedere immediatamente dopo il segnale.                                         |
|                   | Divieto di svoltare a sinistra                                   | Vieta di svoltare a sinistra al prossimo incrocio. |
|                   | Divieto di svoltare a destra                                     | Vieta di svoltare a destra al prossimo incrocio. |
|                   | Divieto di sorpasso                                              | Vieta di sorpassare i veicoli a motore con due o più ruote.                                                                                                   |
|                   | Divieto di sorpasso per gli autocarri                            | Indica il divieto a tutti i veicoli, non adibiti al trasporto di persone, di massa a pieno carico superiore a 3,5 t di sorpassare i veicoli a motore..        |
|                   | Divieto di sosta                                                 | Vieta la sosta, fermata prolungata (parcheggio) ai veicoli, in quei luoghi dove per regola generale non vige tale divieto.                                    |
|                   | Direzione obbligatoria a destra                                  | Indica che la sola direzione consentita al conducente è quella di andare a destra (o a sinistra in caso di freccia in direzione opposta).                     |
|                   | Passaggio obbligatorio a destra                                  | Obbliga i conducenti a passare a destra dell'ostacolo come un cantiere, uno spartitraffico, un salvagente o un'isola di traffico.                             |
|                   | Fine dei divieti precedenti                                      | Indica il punto ove le prescrizioni precedentemente indicate cessano di essere valide.                                                                        |